# Svadbeni ples (biologija)
Svadbenim plesom naziva se u biologiji ponašanje koje predstavlja uvod u parenje životinja. Dakle, to je ukupnost svih ponašanja prije, u vrijeme, a dijelom i nakon samog razdoblja parenja. 
Kod vrsta koje žive u trajnim parovima, biolozi ovaj pojam koriste ponekad u širem smislu i za oblike ponašanja koji ne prethode parenju, nego se mogu tumačiti kao elementi ponašanja čiji cilj je učvršćivanje međusobne povezanosti već uspostavljenog para, ili zasnivanja novog para.
Mnoge životinje imaju i posebno svadbeno ruho, neki ukras na tijelu koji se koristi upravo za svadbeni ples. Tako na primjer kod nekih ptica u vrijeme prije parenja rastu posebna pera, a neki    daždevnjaci dobiju drugačiju boju.
Ovo ponašanje je osobina velikog broja životinja, no najspektakularnije i najpoznatije je upravo kod ptica.